# 周亮 (1971年)
周亮（1971年10月—），男，汉族，湖南永州人，中华人民共和国政治人物。1996年7月参加工作，1995年1月加入中国共产党，研究生学历，经济学硕士。曾任中共中央纪委组织部部长、中国银行业监督管理委员会副主席、中国银行保险监督管理委员会副主席，2023年5月任国家金融监督管理总局副局长。中国共产党第十九届中央纪律检查委员会委员。
周亮长期担任王岐山的秘书，曾跟随王至广东省人民政府、体改办、中共海南省委、北京市人民政府、中共中央纪委等单位工作。

## 生平
2015年3月至-2017年11月，周亮担任中纪委组织部部长，前任是张立军，后任是刘爽。